# PSR J0737-3039
PSR J0737-3039 é um sistema binário pulsar descoberto em 2003. 
O objeto é semelhante ao PSR 1913+16, que foi descoberto em 1974 por Taylor e Hulse, e para a qual as duas vitórias em 1993 o Prêmio Nobel de Física. Objetos de permitir este tipo de teste precisa de Einstein teoria da relatividade geral, porque efeitos relativos podem ser vistos no calendário do pulsar. No entanto a maior parte desses sistemas binários são simplesmente conhecidos como composto de um pulsar e uma estrela de nêutrons; J0737-3039 é o primeiro caso em que ambos os componentes são conhecidos como estrelas, mas não apenas nêutron pulsares. 
O período orbital de J0737-3039 (2,4 horas) é o menor ainda conhecidos para tal um objeto (um terço da do Taylor Hulse-objeto), que permite que os testes ainda mais precisos. Em 2005, foi anunciado que as medições tinha mostrado um excelente acordo entre teoria e observação relatividade geral. Em particular, as previsões para as perdas de energia devido a ondas gravitacionais aparecer para corresponder à teoria. 
Como resultado de perda devido a energia gravitacional ondas, a órbita comum encolhe a 7 mm por dia. Os dois componentes irão colidir em cerca de 85 milhões de anos.

## Os Pulsares
| Propriedades       | Pulsar A             | Pulsar B             |
| ------------------ | -------------------- | -------------------- |
| Periodo de rotação | 23 millissegundos    | 2.8 segundos         |
| Massa              | 1,337 massas solares | 1,250 massas solares |
| Período orbital    | 2.4 horas            | 2.4 horas            |

Os pulsos do Pulsar B só são detectáveis por cerca de 20 minutos em cada órbita.

## Outro Pulsares
- PSR 1919+21
- PSR 1913+16 - 1º pulsar binário a ser descoberto
- PSR B1937+21
- SAX J1808.4-3658
- PSR B1257+12 - 1º pulsar com planeta a ser descoberto
- SGR 1806-20
- PSR J1748-2446ad - pulsar com rotação mais rápida